# Marcus Thuram
Marcus Lilian Thuram-Ulien, född 6 augusti 1997, är en fransk fotbollsspelare som spelar för Inter. Han är son till Lilian Thuram.

## Klubbkarriär
Den 22 juli 2019 värvades Thuram av Borussia Mönchengladbach, där han skrev på ett fyraårskontrakt. Den 1 juli 2023 värvades Thuram av Inter, där han skrev på ett femårskontrakt.

## Landslagskarriär
Thuram debuterade för Frankrikes landslag den 11 november 2020 i en 2–0-förlust mot Finland. I november 2022 blev han uttagen i Frankrikes trupp till VM 2022.